# آر. جيه. باريت
آر. جيه. باريت (بالفرنسية: R. J. Barrett)‏ (و. 2000  م) هو لاعب كرة سلة كندي، ولد في ميسيساغا، مركز لعبه هو مدافع مسدد الهدف.

## التعليم
تعلم في St. Marcellinus Secondary School ‏.

## روابط خارجية
- آر. جيه. باريت على موقع الاتحاد الدولي لكرة السلة (الإنجليزية)
- آر. جيه. باريت على موقع إن بي أي (الإنجليزية)
- آر. جيه. باريت على موقع سبورتس رفرنس (الإنجليزية)
- آر. جيه. باريت على موقع كرة السلة الأوروبية.كوم (الإنجليزية)
- آر. جيه. باريت على موقع إي إس بي إن.كوم (الإنجليزية)
- آر. جيه. باريت على موقع كلية كرة السلة في سبورتس رفرنس.كوم (الإنجليزية)
- آر. جيه. باريت على موقع ريلجم (الإنجليزية)
- آر. جيه. باريت على موقع بروبوليرز (الإنجليزية)
- آر. جيه. باريت على موقع سبورتس رفرنس (الإنجليزية)